# ニティン・ガッカーリ
二ティン・ジャイラム・ガッカーリ（[nitin ɡʌdkʌˈri] ( 音声ファイル)、英語: Nitin Jairam Gadkari、1957年5月27日 - ）は、インドの政治家、弁護士。第40代道路交通大臣、第9代零細・中小企業大臣。マハーラーシュトラ州出身であり、2009年から2013年までインド人民党の党首を務めた。マハーラーシュトラ州の公共事業担当大臣でもあり、ムンバイ・プネー高速道路やその他の道路、高速道路などが建設された。